# أبو عبد الله محمد النفزاوي
أبو عبد الله محمد بن محمد النفزاوي (وقيل أبو عبد الله محمد بن عمر النفزاوي) أديب عربي، من رجال القرن 8 هـ (14 م)، عاش في دولة السلطان أبي فارس عبد العزيز الحفصي (796 - 837 هـ‍)، واشتهر بتأليف كتاب «الروض العاطر ونزهة الخاطر» وهو موسوعة جنسية، وذكر في مقدمته أنه كتبه في بادئ الأمر بشكل مختصر سمّاه «مصباح الكون» ثم وسّعه وأضاف إليه بناء على اقتراح وزير الدولة، وقد اعتمد على مصادر عربية كلاسيكية، وقيل إنه تولى منصب القاضي.